# Haplotia
Haplotia là một chi bọ cánh cứng trong họ Chrysomelidae.
Chi này được miêu tả khoa học năm 1887 bởi Jacoby.

## Các loài
Chi này gồm các loài:
- Haplotia varipennis Jacoby, 1887